# Canton de Gonfreville-l'Orcher
Le canton de Gonfreville-l'Orcher est une ancienne division administrative française située dans le département de la Seine-Maritime et la région Haute-Normandie.

## Géographie
Ce canton était organisé autour de Gonfreville-l'Orcher dans l'arrondissement du Havre. Son altitude variait de 0 m (Gonfreville-l'Orcher) à 107 m (Gainneville) pour une altitude moyenne de 79 m.

## Histoire
Le canton a été créé en 1982 (Décret no 82-97 du 27 janvier 1982) en scindant en deux le canton de Montivilliers.

## Administration

### Conseillers généraux de 1982 à  2015
| Période | Période | Identité        | Étiquette | Qualité                                 |
| ------- | ------- | --------------- | --------- | --------------------------------------- |
| 1982    | 2004    | Gérard Eude     | PCF       | Comptable Maire d'Harfleur (1977-2003)  |
| 2004    | 2015    | François Guégan | PCF       | Enseignant Maire d'Harfleur (2003-2015) |

## Composition
Le canton de Gonfreville-l'Orcher regroupait 3 communes et comptait 20 825 habitants (recensement de 1999 sans doubles comptes).
| Communes             | Population (2012) | Code postal | Code Insee |
| -------------------- | ----------------- | ----------- | ---------- |
| Gainneville          | 2 370             | 76700       | 76296      |
| Gonfreville-l'Orcher | 9 938             | 76700       | 76305      |
| Harfleur             | 8 517             | 76700       | 76341      |

## Démographie
| 1962   | 1968   | 1975   | 1982   | 1990   | 1999   | 2009 |
| ------ | ------ | ------ | ------ | ------ | ------ | ---- |
| 18 282 | 19 578 | 21 429 | 21 637 | 21 601 | 20 825 | -    |